# Итънвил
Итънвил (на английски: Eatonville) е град в окръг Пиърс, щата Вашингтон, САЩ. Итънвил е с население от 2012 жители (2000) и обща площ от 4,4 km². Намира се на 244 m надморска височина. ЗИП кодът му е 98328, а телефонният му код е 360.